# 千古園
千古園（せんこえん）とは、北海道江別市東野幌にある公園である。千古園は、かつて、江別市の発展に大きな功績のあった民間開拓団体「北越殖民社」の二代目社長関矢孫左衛門の屋敷の一部であり、「殖民社」を記録する貴重な史跡として、江別市の文化財に指定されている。
サクラ、コブシ、ナラ、イタヤカエデなどの樹木に囲まれた丘の上に位置する。

## 歴史
もともとこの丘は先住民アイヌの営みの場所であったらしく、遺物が発見されている。
1891年（明治24年）、関矢孫左衛門が、丘の上に住居を構える。野幌部落の人々からは「別荘」と呼ばれた。
1899年（明治32年）、「道庵」と名づけられた庵が建てられる。
1912年（大正元年）、「留魂碑」が建立される。このとき村人たちが協力を惜しまなかったことから、関矢は非常に喜んで「千古空留一片石」と口ずさみつつ庭園を散策したという。「千古園」という名称は、ここから来ている。
関矢の没後となる1918年（大正7年）、北越殖民社の山口理事の発意により、開拓の労苦をしのぶため村人たちの協力を得て屋敷全体の手入れが行われ、公園として改修された。

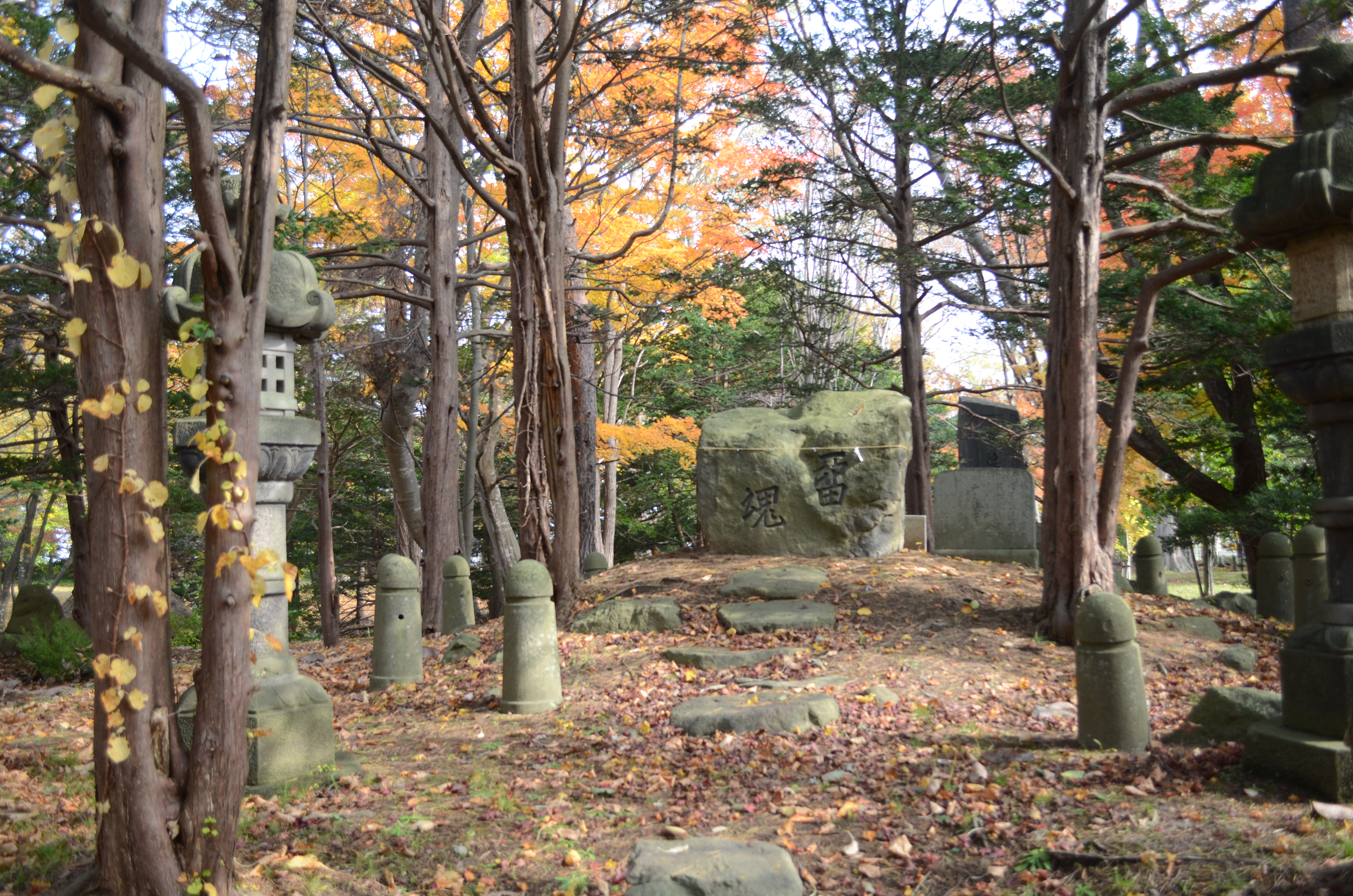
留魂碑